# 庞马尔
庞马尔（法語：Penmarch，法語發音：[pɛ̃maʁ]）是法国菲尼斯泰尔省的一个市镇，属于坎佩尔区。

## 地理
庞马尔（47°48'44"N, 4°20'16"W）面积16.39 平方千米，位于法国布列塔尼大區菲尼斯泰尔省，该省份为法国最西部的省份，位于布列塔尼半岛西部，北西南三面环大西洋，东临阿摩尔滨海省和莫尔比昂省。
与庞马尔接壤的市镇（或旧市镇、城区）包括：吉尔维内克、普洛默尔。

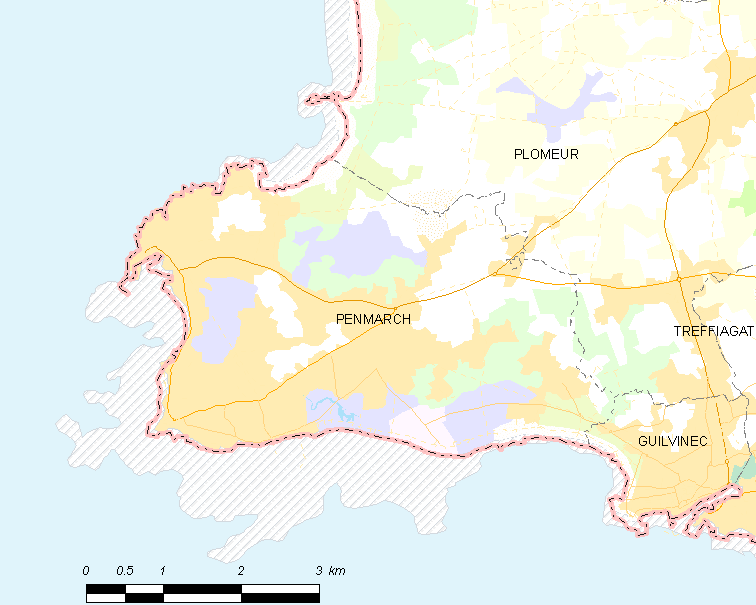
庞马尔的OSM定位图

庞马尔的时区为UTC+01:00、UTC+02:00（夏令时）。

## 行政
庞马尔的邮政编码为29760，INSEE市镇编码为29158。

## 政治
庞马尔所属的省级选区为蓬拉贝县。

## 人口

1962-2008年间庞马尔人口变化图示

庞马尔于2022年1月1日时的人口数量为5320人。